# Bryan Loren
Bryan Loren, né le 5 mai 1966 à Long Island, dans l'État de New York, est un compositeur, producteur, interprète et musicien américain.
Il a commencé la musique à 12 ans, et à 17 ans il signe son premier contrat. En 1984, il sort son premier album intitulé Lollipop Luv chez Philly World Records, puis Do You Really Love Me la même année. Il est connu pour son titre Lollipop Luv qui se plaça numéro 23 dans le classement R&B aux États-Unis en 1984.
Il a travaillé comme compositeur et producteur pour de grands noms de la musique comme Michael Jackson, Barry White, Whitney Houston ou encore Sting. 
Il a composé, produit et chanté avec Michael Jackson la chanson Do the Bartman (1990)  pour la série Les Simpson (Michael ne sera pas crédité pour des problèmes de droits). Il participe aux sessions d'enregistrement pour l'album Dangerous (1991). Les titres qu'il compose alors ne sont pas retenus, mais il participe musicalement à certains titres pour la partie batterie, percussions et synthés,,. Il reçoit les remerciements les plus appuyés et personnalisés dans les crédits de l'album (4 lignes pour son unique nom), signe d'une certaine influence sur le projet. Superfly Sister, titre alors non retenu, sera néanmoins intégré plus tard à l'album Blood on the Dance Floor  (1997). 
En 1992, il sort un second LP, Music from the New World, publié chez Arista au Japon. Dans celui-ci, on peut d'ailleurs entendre Michael Jackson sur le titre Satisfy You. 